# Túpac Amaru II
Túpac Amaru II, (19. marts 1738, Peru – 18. maj 1781) — født José Gabriel Condorcanqui — var lederen for et oprør i 1780 blandt de peruvianske og bolivianske bønder imod spanierne i det koloniale Peru. 
På trods af succes i begyndelse af oprøret, blev Túpac Amaru II i 1781 tilfangetaget af spanierne, der henrettede ham offentligt ved at lade ham sønderrive med fire heste.
Selv om oprøret mislykkedes blev han senere en mytisk person i den peruvianske kamp for selvstændighed og indianernes medborgerretsoprørelser og en inspiration for mange i Peru og Bolivia. 